# Рисири (вулкан)
Рисири (яп. 利尻岳 Рисиридакэ, «Пик Рисири») — вулкан на одноименном японском острове.
Данный стратовулкан расположен в 20 км от северо-западного побережья Хоккайдо к западу от города Вакканай, в Японском море. Высота вулкана 1721 м. В настоящее время вулкан считается потухшим. Является популярным туристическим объектом. Восхождение (которое занимает обычно от 10 до 12 часов) возможно даже в пасмурную погоду, в этом случае вы прорвётесь сквозь пояс облаков в высокогорья и получите в награду потрясающий вид с вершины горы, где, к тому же, приютилась крохотная синтоистская часовня. На вершину горы ведут многочисленные тропы.
В ясную погоду вулкан хорошо видно с российского острова Монерон (Сахалинская область), расположенного в 120 км к северу.
К вулкану в Японии иногда применяют название Рисири-Фудзи, так как по очертаниям гора напоминает знаменитый японский вулкан Фудзияму.